# Финансовая политика
Финансовая политика — совокупность целенаправленных действий в сфере финансовых отношений (финансов). Финансовая политика проводится в каждом звене и на каждом уровне финансовой системы. Одной из основных частей является финансовая политика государства.
Одни экономисты определяют финансовую политику как «совокупность мероприятий государства, проявляемых в системе форм и методов мобилизации финансовых ресурсов, их распределения и использование для осуществления своих функций и задач». Другие же считают, что «финансовая политика — это совокупность методологических принципов, практических форм организации и методов использования финансов». Третьи под финансовой политикой понимают самостоятельную сферу деятельности государства в области финансовых отношений, направленную «…на обеспечение соответствующими финансовыми ресурсами реализации той или иной государственной программы экономического и социального развития».